# Ian Dury
Ian Robins Dury (Harrow kerület, 1942. május 12. – London, 2000. március 27.) angol énekes, dalszerző és színész volt. Punk és new wave stílusokban alkotott. Több együttese is volt: Kilburn and the High Roads, the Kilburns, Ian Dury and the Blockheads, Ian Dury and the Music Students. Legismertebb dalának a "Sex & Drugs & Rock & Roll" számít, legismertebb albumának pedig első szólóalbuma, a New Boots and Panties!! számít, amely az 1001 lemez, amit hallanod kell, mielőtt meghalsz című könyvben is szerepel.

## Élete
A londoni Harrow-ban született. Gyerekkorát Harrow Weald-ben töltötte, azonban téves források szerint az essexi Upminster-ben, illetve a cornwalli Mevagissey-ben nevelkedett. Apja, William George Dury (1905-1968) ökölvívó, edző, buszvezető és a Rolls-Royce sofőrje volt, míg anyja, Margaret "Peggy" Cuthbertson Walker (1910-1994) egy orvos lánya volt. 1939-ben házasodtak össze. Ian 1951-től 1954-ig a Chailey Heritage Craft School tanulója volt. 16 éves korában otthagyta az iskolát és a Walthamstow College of Art-on folytatta tanulmányait. Itt ismerkedett meg barátjával és tanárával, Peter Blake-kel. Ian Dury 1963-ban mesterképzésen vett részt a Royal College of Art-on, festés témában. 1966-ban diplomázott.

## Diszkográfia
- Handsome (1975, a Kilburn and the High-Roads-szal)
- New Boots and Panties!! (1977, szóló)
- Do It Yourself (1979, a Blockheads-szel)
- Laughter (1980, a Blockheads-szel)
- Lord Upminster (1981)
- 4,000 Weeks' Holiday (1984, a Music Students együttessel)
- Apples (1989)
- The Bus Driver's Prayer & Other Stories (1992)
- Mr. Love Pants (1998, a Blockheads-szel)
- Ten More Turnips from the Tip (2002, a Blockheads-szel)